# (88071) Taniguchijiro
(88071) Taniguchijiro est un astéroïde de la ceinture principale.

## Description
(88071) Taniguchijiro est un astéroïde de la ceinture principale. Il fut découvert le 4 novembre 2000 à Saji par l'Observatoire de Saji. Il présente une orbite caractérisée par un demi-grand axe de 3,37 UA, une excentricité de 0,19 et une inclinaison de 22,6° par rapport à l'écliptique.

## Compléments